# スズキ・E型エンジン
スズキ・E型エンジンは、かつてスズキによって製造されていた排気量0.8 Lのディーゼルエンジン。同社初にして唯一の自社開発ディーゼルエンジンであった。

## 概要
スズキではこれまでインドやヨーロッパなどディーゼル車の需要が大きい市場に対して、1.3 Lから2.0 LクラスのエンジンについてはフィアットからJTDエンジンの供給を受けて、あるいはインド子会社のスズキ・パワートレイン・インディアでライセンス生産を行って対応してきた。しかし、フィアットはインド市場で需要の大きい小型車向けの小排気量のディーゼルエンジンを持っていなかったため、スズキは0.8 Lエンジンの自社開発に乗り出し、インドで2015年6月3日に発売開始されたセレリオのディーゼル車に初搭載された。
E型エンジンはアルミニウムシリンダーブロックを採用し、低圧縮比となるように設計されている。バルブ駆動方式はDOHCで、吸気2、排気2の気筒当たり4バルブという構成である。このエンジンを搭載したセレリオは27.62km/Lの燃費性能を誇っている。
E型エンジンの製造はマルチ・スズキ・インディアのグルガーオン工場にて行われていた。

## E08A
- 生産期間：2015年 - 2021年
- 排気量：0.8 L (793 cc)
- シリンダー数：2
- 内径×行程：77.0 mm×85.1 mm
- 圧縮比：15.1
  - 初搭載車種：セレリオ（日本国外専用）
  - その他の搭載車種：スーパーキャリイ（インド市場専売[4]。ただし、2018年5月より日本市場で販売されているスーパーキャリイとは全く異なる車種）
- 出力・トルク
  - 自然吸気
    - 24 kW (32 PS)/3,200 rpm、75 N·m(7.6 kg・m)/2,500 rpm

  - インタークーラーターボ
    - 35 kW (47.6 PS)/3,500 rpm、125 N·m(12.8 kg・m)/2,000 rpm